# Cine bélico

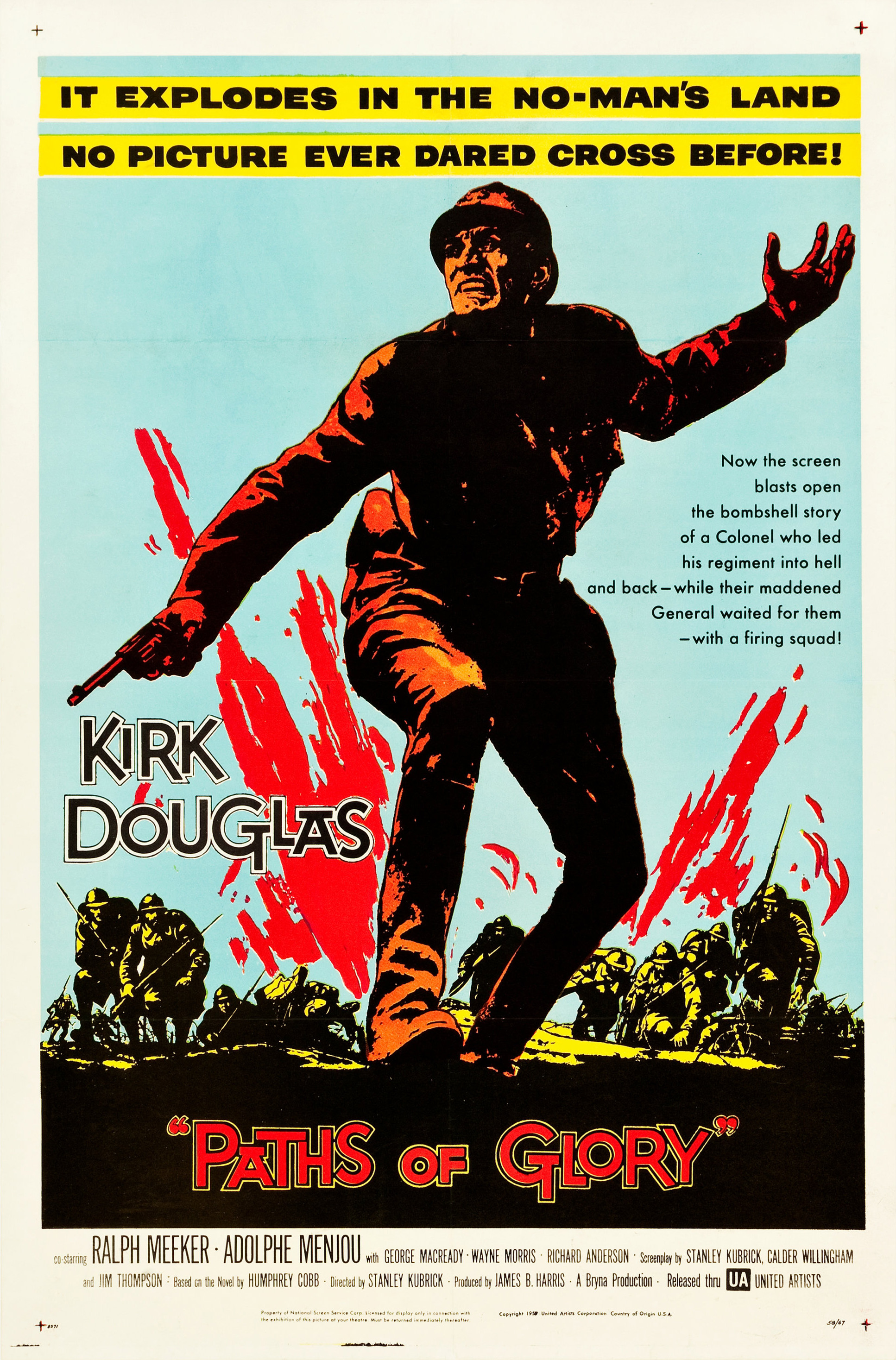
Afiche o cartel de Paths of Glory (1957), película bélica de Stanley Kubrick.

El cine bélico es el género cinematográfico al que pertenecen las películas cuyo argumento se centra en las guerras y conflictos.

## Historia

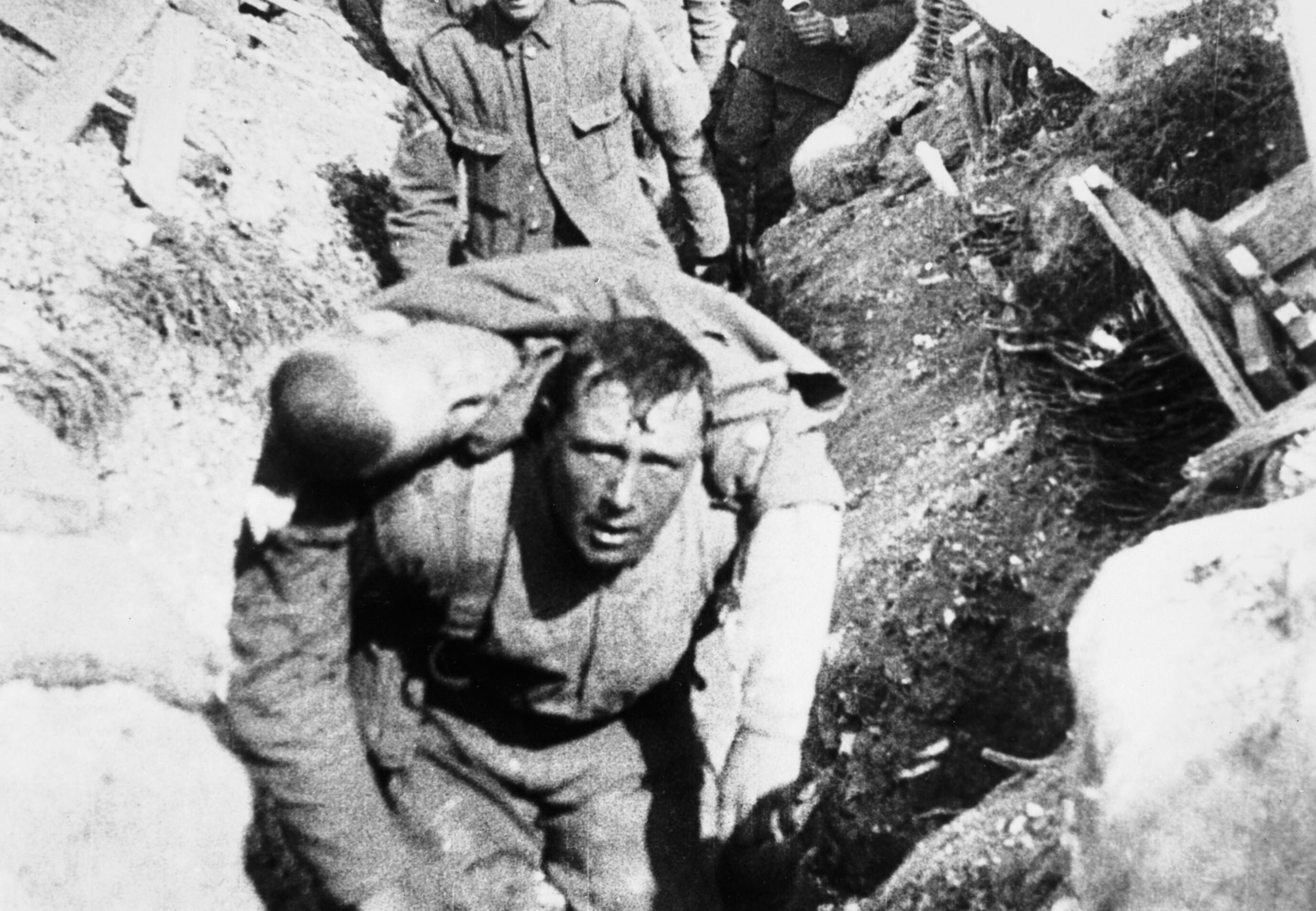
Secuencia del documental La batalla del Somme (1916), precedida de un intertítulo: "Británicos rescatando un camarada bajo el fuego de obús (este hombre fallecería 30 minutos después de alcanzar la trinchera)".

Desde su invención, quedó patente permitiendo llegar a grandes cantidades de gente de una manera rápida y relativamente sencilla. Estas cualidades convirtieron el invento de los hermanos Lumière en un instrumento informativo privilegiado; en fecha tan temprana como 1916 se realizó el clásico documental La batalla del Somme; que fue usado como una herramienta al servicio de los gobiernos y de sus servicios de propaganda nacionalista o patriótica (Guadalcanal Diary, 1943 o Back to Bataan, 1945), pero también en una forma de crítica por parte del pacifismo (Sin novedad en el frente, de Lewis Milestone, 1930) o en una rama épica del cine histórico (Napoleón, de Abel Gance, 1927, y Waterloo, 1970, de Sergei Bondarchuk), o de aventuras de aliento épico y heroico (Objetivo Birmania, 1945, de Raoul Walsh).
Ya en la guerra civil española, ambos bandos utilizaron artistas para labores de comunicación o el refuerzo de la moral de combatientes y civiles, pero fue el bando sublevado, el que gracias a la influencia germana más fuerte apostó por el celuloide como canal para la distribución de sus doctrinas.
Durante la Segunda Guerra Mundial, los países beligerantes siguieron utilizando la gran pantalla como una vía para transmitir a sus tropas y habitantes el devenir de la campaña y conciencia de las necesidades para la victoria en el conflicto. Estos mensajes, generalmente en forma de noticiario, dieron un salto cualitativo en los EE. UU, donde se decidió utilizar el enorme potencial que ofrecía Hollywood, como una gigantesca agencia publicitaria. Sin embargo, también se hicieron películas honestas donde la guerra se mostraba con dramático verismo, en lo que destacó un veterano herido de la Primera Guerra Mundial como William Wellman, autor de películas corales como The Story of G. I. Joe / También somos seres humanos (1945) y Battleground / Fuego en la nieve (1949). De este género son también la ya posterior Battle Cry (1955), de Lewis Milestone y Cuando pasan las cigüeñas (1957) de Mijaíl Kalatózov.

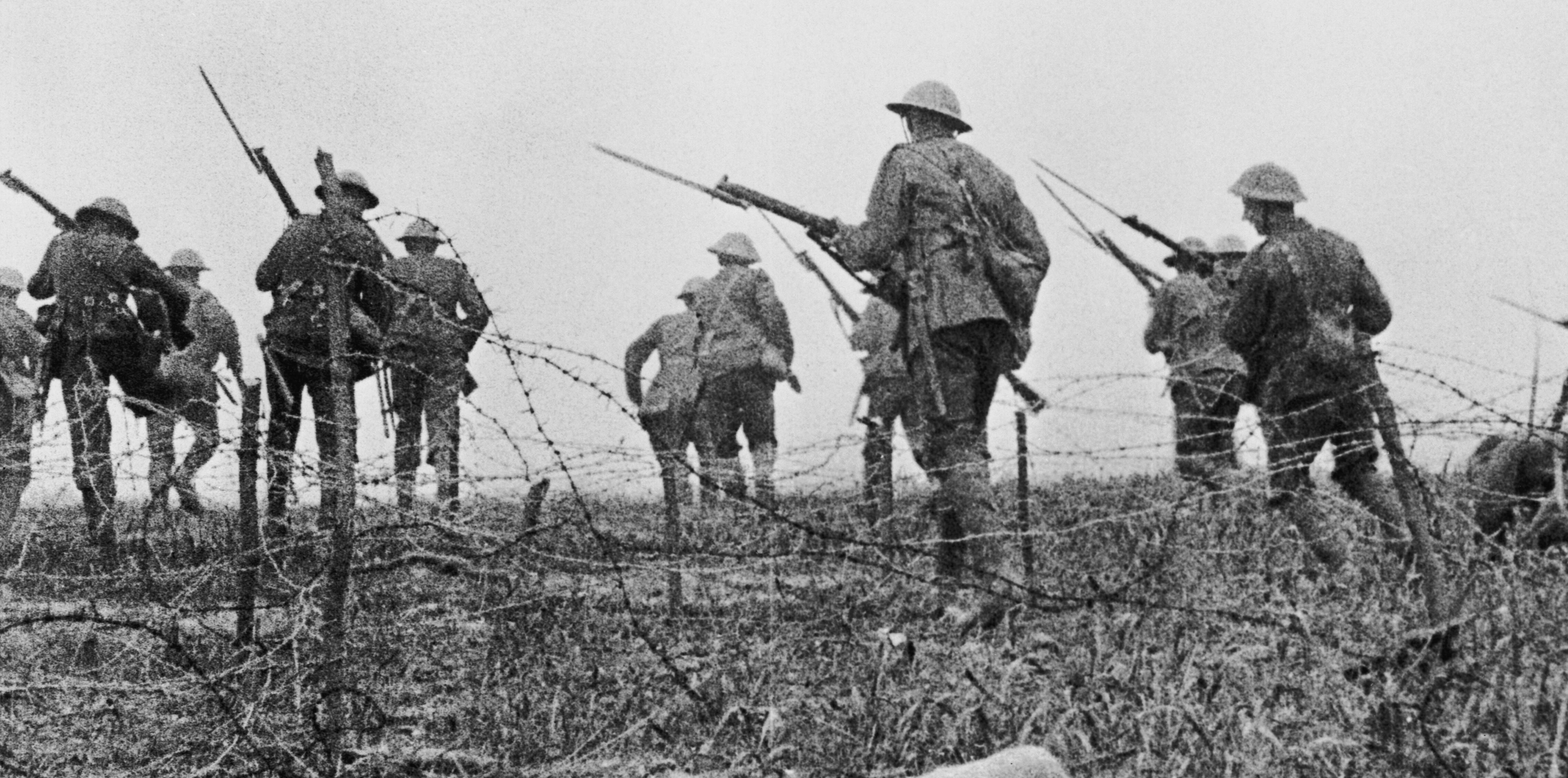
Tropas británicas avanzando en La batalla del Somme.

En esta época, numerosos actores y directores contribuyeron al esfuerzo de guerra, realizando su trabajo habitual, ya fuese animando a las tropas o realizando documentales o películas que sirviesen para elevar la moral de los estadounidenses. El tipo de cine realizado en aquellos momentos está cargado (de un contenido propagandístico) y en las películas se tiende a mostrar el heroico sacrificio de los militares estadounidenses y sus aliados al hacer frente a las malvadas potencias del eje, enemigas de la paz, la democracia y la libertad.
Tras la guerra, el género bélico pierde su fuerza; las visiones críticas de la guerra no son apoyadas, y en algunos casos como Paths of Glory (1957), de Stanley Kubrick, con una carga antimilitarista muy marcada, se prohibió su estreno durante más de veinte años en países altamente militarizados como Francia o España. Otra de las razones de peso de la pérdida de relevancia fueron las restricciones del mercado (Johnny tomó su fusil (Johnny Got His Gun, 1971) de Dalton Trumbo, quizá la película más dura rodada sobre las consecuencias de la guerra en un individuo). También antimilitarista es King & Country (1964), un film del británico Joseph Losey de tema muy parecido al de Paths of Glory. Pero en los 60 dominan el panorama una serie de grandes producciones que recreaban las grandes batallas de la contienda (por ejemplo, El día más largo, 1962), sobre el desembarco de Normandía, y vuelven a revitalizar este tipo de cine. Las películas de esta época ya no hacen tanto hincapié en el sacrificio, aunque sí nos siguen mostrando a sus protagonistas como unos héroes convencidos de la bondad de sus creencias y seguros de que están haciendo lo correcto para mejorar el mundo.
Otra vez, debido al auge del pacifismo y a la impopularidad de la guerra de Vietnam, pero también por la censura, que impedía tratar esta guerra sino de forma elíptica (por ejemplo, en MASH (1970), de Robert Altman, ambientada en la guerra de... Corea), el género bélico decae, y no es hasta los 80 cuando vuelve a resurgir, al principio con películas más cercanas a la aventura en la que el héroe estadounidense vence en la pantalla como no pudo hacerlo en la selva. Es el caso de Los perros de la guerra (1980), de John Irvin, sobre un tema bélico inédito en el cine: el uso de tropas mercenarias.

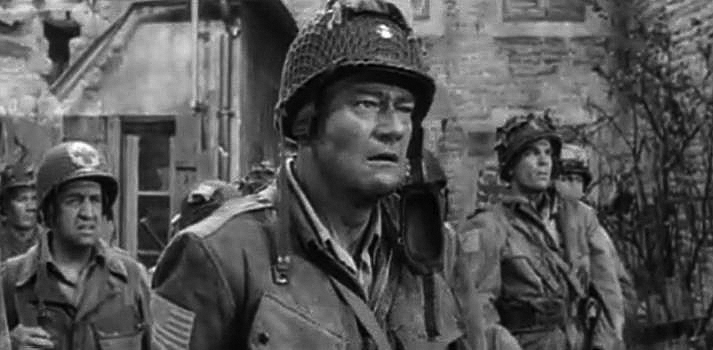
John Wayne en El día más largo, 1962

A mediados de esa década y ya en los 90 surge una nueva corriente, que deja un poco de lado el conflicto, que se convierte en el escenario y se centra en el soldado como persona, el cual tiene sentimientos y temores, además de numerosas dudas morales sobre la corrección de las acciones que se ve obligado a realizar (Apocalypse Now (1979), de Francis Ford Coppola; The Big Red One (1980), de Samuel Fuller; Das Boot (1981) de Wolfgang Petersen; Gallipoli (1981) de Peter Weir; Amanecer rojo (1984) de John Milius; Platoon (1986) de Oliver Stone; Stalingrado (1993), de Joseph Vilsmaier; La lista de Schindler (1993) y Saving Private Ryan (1998), de Steven Spielberg; El patriota (2000), de Roland Emmerich; Las flores de Harrison (2000), de Elie Chouraqui; Black Hawk Down (2001), de Ridley Scott; El pianista (2002), de Roman Polanski; Der Untergang (2004), de Oliver Hirschbiegel; The Flowers of War (2011) de Zhang Yimou; Red Dawn (2012) de Dan Bradley; Dunkerque (2017) de Christopher Nolan; 1917 (2019) de Sam Mendes, Sin novedad en el frente (2022) de Edward Berger y Civil War (2024) de Alex Garland). En este nuevo tipo de películas se observa la guerra y sus consecuencias con mucha mayor crueldad que en sus predecesoras, quién sabe si con la intención de aleccionar al espectador sobre la necesidad de que los conflictos armados queden únicamente en el cine y los libros de historia.

## Subgéneros
El cine bélico cuenta con diversos subgéneros:
1. El documental de guerra (Shoah, 1985)
2. El filme propagandístico (Face to Face with Communism, 1951)
3. El drama histórico (El día más largo, 1962; 300, 2006, de Zack Snyder)
4. La biografía épica (Lawrence de Arabia, 1962; Patton, 1970)
5. El romance en tiempos de guerra (El paciente inglés, 1996)
6. El filme de submarinos (Das Boot, 1981, de Wolfgang Petersen)
7. El de prisioneros de guerra (La gran evasión, 1963, de John Sturges; Feliz Navidad, Mr. Lawrence, 1983, de Nagisa Ōshima; El puente sobre el río Kwai, 1957, de David Lean)
8. La comedia bélica (Underground / Podzemlje, 1995, de Emir Kusturica; La vida es bella, 1997, de Roberto Benigni)
9. El cine de animación bélico (La tumba de las luciérnagas, 1988; Vals con Bashir, 2008)
10. El cine antimilitarista o pacifista (Sin novedad en el frente, 1930, de Lewis Milestone; Full Metal Jacket, 1986, de Stanley Kubrick)
11. El cine de corresponsales de guerra (The Year of Living Dangerously, 1982 de Peter Weir; Bajo el Fuego, 1983 de Roger Spottiswoode; Los Gritos del Silencio, 1984 de Roland Joffé; Salvador, 1986 de Oliver Stone; A Private War, 2018 de Matthew Heineman).